# إسي باريس إكس إل
إسي باريس إكس إل (بالفرنسية: ICI Paris XL) (يمعنى هذه هي باريس) هي شركة تأسست في أواخر الستينيات في بلجيكا، متخصصة في تجارة العطور. اسم (ICI Paris XL) اشتق من رحلات القطارات التي قام بها المؤسسون في طريقهم لشراء العطور من العاصمة الفرنسية باريس. يشير (XL) إلى موقع أول متجر للشركة، والذي كان يقع في إيكسل، وهي إحدى ضواحي بروكسل.
في 2015 كان للشركة 291 محل بثلاثة دول، 119 ببلجيكا و169 بهولندا و4 بلوكسمبورغ.

## التاريخ
في عام 1946، أنشأ آرثر برينيغ متجر العطور في أنتويرب مع صهره. كثيرًا ما كان يذهب للبحث عن العطور بالقطار في باريس حيث يلتقي بجوستا، زوجته المستقبلية.
تم إنشاء سلسلة إسي باريس إكس إل في مايو 1968، عندما افتتح الزوجان برينيغ متجرًا صغيرًا للعطور "Ici Paris XL" في إقليم بروكسل العاصمة، في مدينة إيكسل، حيث يأتي "XL" من اسم العلامة التجارية. تستورد السلسلة مستحضرات التجميل بشكل أساسي من العاصمة الفرنسية، وحتى اليوم يأتي معظمها من باريس.
في عام 1988، اشترت الشركة 19 مصنعًا من مجموعة Santal، تم إنشاؤها بواسطة صهر آرثر برينيغ. في عام 1996، اشترت المجموعة الهولندية (Groenwoudt) عطور إسي باريس إكس إل، والتي اشترتها مجموعة (Kruidvat) بعد ثلاث سنوات. أصبحت السلسلة أخيرًا جزءًا من مجموعة أي.سي. واتسون في عام 2002، بعد أن استحوذ الأخير على (Kruidvat).

## الجوائز
في عام 2006، تم التصويت على إسي باريس إكس إل كأفضل سلسلة متاجر في بلجيكا لأول مرة، في فئة العطور والصيدليات. في عام 2014، فازت إسي باريس إكس إل بهذا اللقب مرة أخرى.

## وصلات خارجية
- الموقع الرسمي